# Diabrotica uteana
Diabrotica uteana is een uitgestorven keversoort uit de familie bladkevers (Chrysomelidae). De wetenschappelijke naam van de soort werd in 1914 gepubliceerd door Henry Frederick Wickham. Een fossiel specimen uit het Mioceen werd aangetroffen in het Florissant Fossil Beds National Monument in de Amerikaanse staat Colorado.